# 크리스타 데구치
크리스타 데구치(영어: Christa Deguchi, 1995년 10월 29일~) 또는 데구치 크리스타(일본어: 出口 クリスタ)는 일본 태생 캐나다의 유도 선수이다. 2024년 하계 올림픽 라이트급에서 금메달을 획득했으며 세계 선수권 대회에서 금메달 2개, 은메달 1개, 동메달 1개를 획득했다. 그녀는 캐나다 유도 선수로는 최초로 올림픽에서 금메달을 획득했다.
캐나다인 아버지와 일본인 어머니 사이에서 태어났으며 일본 주니어와 성인 국가대표 유도 선수로 활동했으나 2017년부터 아버지의 국적인 캐나다 국가대표로 국제 대회에 참가하고 있다.

## 어린 시절
데구치는 1995년 10월 29일 일본에서 캐나다인 아버지 토머스 테일러(영어: Thomas Taylor)와 일본인 어머니 데구치 유키나(일본어: 出口幸奈) 사이에서 태어났다. 아버지는 데구치가 공수도를 배우기 바랐으나 어머니는 그녀가 유도를 배워야 한다고 생각했고 할머니가 운영하던 미용실의 단골손님이었던 세이신칸 도장(일본어: 誠心館道場)의 관장에게서 3살부터 유도를 시작했다.
몸을 움직이는 것을 좋아했던 그녀는 유도에 적응했으나 초등학교 고학년이 되었을 때는 할아버지의 집에서 할아버지와 함께 저녁을 먹고 TBS 텔레비전의 드라마 미토 고몬을 본 이후에 도장에 가야 했기 때문에 도장에 가는 것을 내키지 않았다. 그녀의 가족들은 집에서 주로 영어를 사용했고 그녀는 집에 있으면 일본이 아닌 캐나다에 있었던 것 같았다고 언급했다.
데구치는 당시 현에서 동나이 때 가장 강한 선수였던 쓰가네 메구미(일본어: 津金恵)와 총 3번 대결했으나 그녀를 이길 수 없었다. 소학교 6학년을 다니고 있을 때 그녀는 전국소학생학년별유도대회(일본어: 全国小学生学年別柔道大会) 45kg 부문에 참가했으나 예선에서 패배했다. 시오지리시립구중학교(일본어: 塩尻市立丘中学校)에 입학한 후 그녀는 쓰가네와 동창이 되었고 중학교 1학년을 다니고 있을 때 전국중학교유도대회(일본어: 全国中学校柔道大会) 44kg 부문에서 3등을 차지했다. 이후 2학년에 48kg 부문에서 16등을 차지했으며 3학년에 52kg 부문에 출전해 고초중학교(일본어: 香長中学) 2학년이었던 요네자와 가호(일본어: 米澤夏帆)에게 골든 스코어에서 패배하며 3위를 차지했다.

## 선수 경력
2013년과 2014년에 일본 대표로 세계 주니어 유도 선수권 대회에 출전해 메달을 획득했다. 그녀가 일본 주니어 대표로 활동하기 전부터 그녀를 주시하고 있던 캐나다 유도 협회에서 그녀에게 캐나다 대표로 활동해 달라고 설득했으나 그녀는 처음에 이 제안을 거절했다. 이후 그녀는 2020년 하계 올림픽에 일본 대표로 출전하는 것보다 캐나다 대표로 출전하는 것이 더 유리하다는 것을 알고 마음을 바꿔 2017년부터 캐나다 대표로 활동하기로 결정했다.

## 개인사
동생 켈리 데구치도 크리스타와 같이 유도 선수로 활동하고 있으며 일본의 선수로 활동했다가 2018년부터 캐나다의 선수로 활동하고 있다.